# Dirka po Franciji 1964
Dirka po Franciji 1964 je bila 51. dirka po Franciji, ki je potekala leta 1964.

## Pregled
| Kategorije                          | Podatki        |
| ----------------------------------- | -------------- |
| Začetek-konec                       | Rennes - Pariz |
| Dolžina (km)                        | 4.504          |
| Število etap                        | 22             |
| Povprečna hitrost zmagovalca (km/h) | 35,419         |
| Kolesarjev                          | 132            |
| Tekmo končalo                       | 81             |